# Nîzova Iakovenșciîna, Șîșakî
Nîzova Iakovenșciîna (în ucraineană Низова Яковенщина) este un sat în comuna Velîka Buzova din raionul Șîșakî, regiunea Poltava, Ucraina.

## Demografie
Componența lingvistică a localității Nîzova Iakovenșciîna
     Ucraineană (94,74%)
     Rusă (5,26%)
Conform recensământului din 2001, majoritatea populației localității Nîzova Iakovenșciîna era vorbitoare de ucraineană (94,74%), existând în minoritate și vorbitori de rusă (5,26%).